# Glavni pribočnik vrhovnega poveljnika Jugoslovanske ljudske armade
Glavni pribočnik vrhovnega poveljnika Jugoslovanske ljudske armade ali glavni pribočnik vrhovnega poveljnika JLA je bila vojaška oseba v času Socialistična federativna republika Jugoslavija, ki je bila podrejena neposredno vrhovnemu poveljniku Jugoslovanske ljudske armade. Deloval je v sklopu Kabineta vrhovnega poveljnika Jugoslovanske ljudske armade.
Glavni pribočnik je imel naloge: vodja varovanja in zaščite vrhovnega poveljnika, koordinator varnostnih služb SFRJ, prenašalec ukazov vrhovnega poveljnika nižjim poveljstvom in osebam idr.

## Seznam
- generalmajor Milan Žeželj
- polkovnik Milanović
- polkovnik Luka Božović (1961–1966)
- generalmajor Anđelko Valter (1966–?)
- generalpodpolkovnik Marko Rapo (?–1976)
- generalpodpolkovnik Djuka Balenović (1976–?)
- viceadmiral Tihomir Vilović
- kontraadmiral Zvonko Kostić